# V372 Андромеды
V372 Андромеды (лат. V372 Andromedae) — тройная звезда в созвездии Андромеды на расстоянии приблизительно 1472 световых лет (около 451 парсека) от Солнца. Возраст звезды определён как около 580 млн лет.
Пара первого и второго компонентов — двойная затменная переменная звезда типа Алголя (EA). Видимая звёздная величина звезды — от +9,53m до +9,05m. Орбитальный период — около 2,941 суток.

## Характеристики
Первый компонент — белая звезда спектрального класса A5. Масса — около 2,282 солнечных, радиус — около 3,17 солнечных, светимость — около 37,154 солнечных. Эффективная температура — около 8000 K.
Второй компонент — белая звезда спектрального класса A. Масса — около 1,748 солнечной, радиус — около 1,887 солнечного, светимость — около 10,814 солнечных. Эффективная температура — около 7620 K.
Третий компонент — коричневый карлик. Масса — около 35,53 юпитерианских. Удалён на 2,029 а.е..